# O Zoo da Zu
O Zoo da Zu é uma série de televisão infantil brasileira produzida pela Boutique Filmes e exibida no Discovery Kids desde 2016, sob três temporadas, com um episódio piloto exibido em novembro de 2014. Tem como protagonista Zu (Bela Fernandes), uma menina de dez anos que vive em um zoológico e ajuda a cuidar dos animais ao lado de seus amigos.
Originou-se através de um episódio de meia hora produzido pela Boutique Filmes, o qual foi exibido no Discovery Kids em 2014 e indicado ao Emmy Kids, na categoria "Pré-escolar", em 2016. A primeira temporada da série estreou no Discovery Kids em 14 de março de 2016 a segunda em 20 de março de 2017 e a terceira em 16 de abril de 2018.

## Elenco
| Ator/Atriz         | Personagem     |
| ------------------ | -------------- |
| Bela Fernandes     | Zu             |
| Duda Pimenta       | Lila           |
| Erick Ryu Murakami | Nuno           |
| Bebeto Coregio     | Eric           |
| Liéser Touma       | Tio Passarinho |
| Marcelo Góes       | Senhor Gelado  |
| Erica Ribeiro      | Tia Mimi       |
| Julia Weiss        | Malu           |
| Nathalie Ferraz    | Tetê           |
| Matheus Guerra     | Quico          |
| Luisa Horta        | Helô           |
| Rafaella Justus    | Luana          |

## Prêmios e indicações
| Ano  | Prêmio    | Categoria      | Resultado | Ref   |
| ---- | --------- | -------------- | --------- | ----- |
| 2016 | Emmy Kids | Pré-escolar    | Indicada  | [ 2 ] |
| 2018 | Emmy Kids | Série Infantil | Indicada  |       |